# الحروب الموسكوية الليتوانية

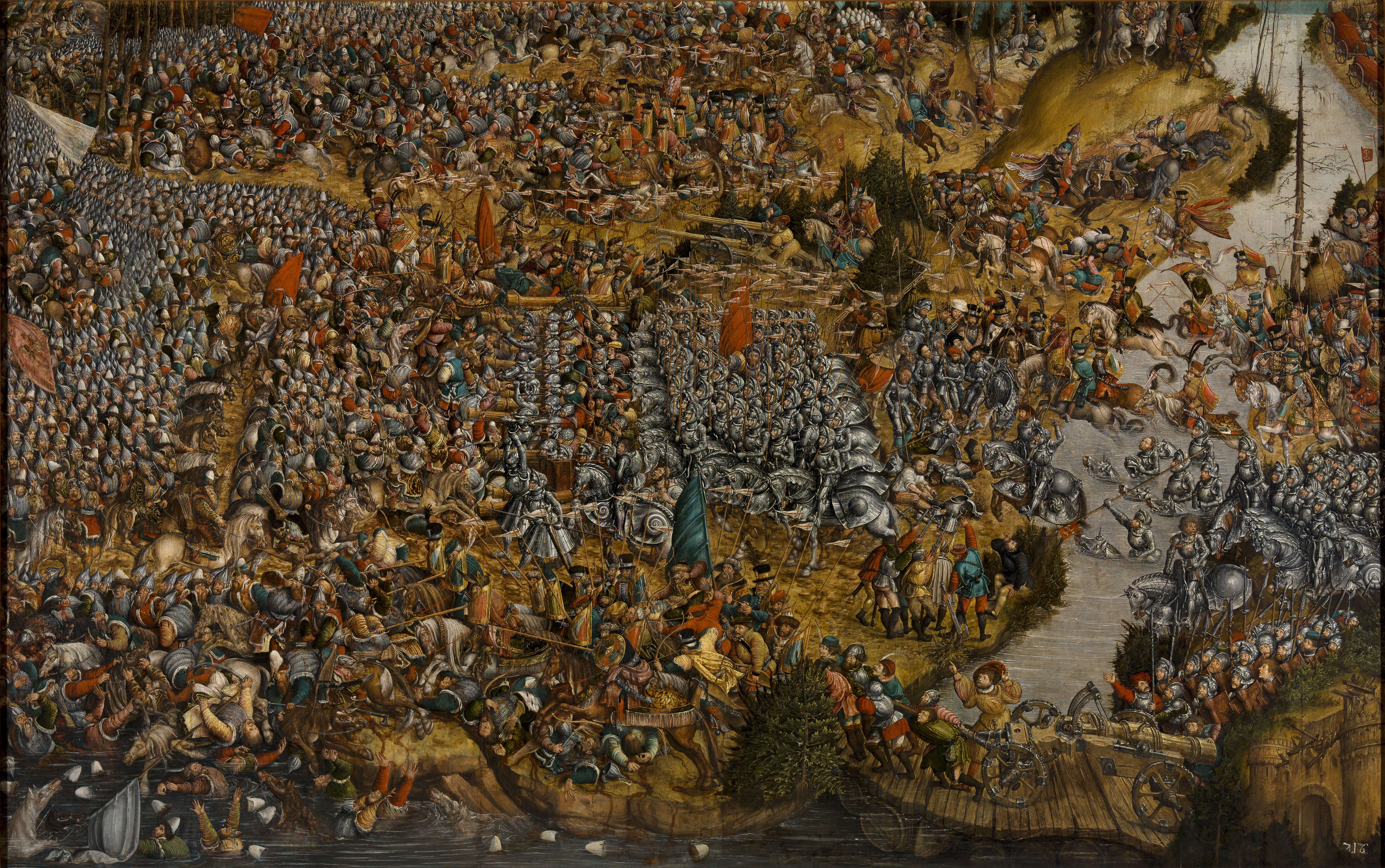

كانت الحروب الموسكوية الليتوانية (تُعرف أيضًا باسم الحروب الروسية الليتوانية، أو فقط الحروب الموسكوية أو الحروب الليتوانية) سلسلة من الحروب بين دوقية ليتوانيا الكبرى، المتحالفة مع مملكة بولندا ضد دوقية موسكو الكبرى. بعد العديد من الهزائم على يد إيفان الثالث (Ivan III) وفاسيلي الثالث (Vasily III)، اعتمد الليتوانيون بشكل كبير على المساعدات القادمة إليهم من بولندا، والتي أصبحت في نهاية المطاف عاملًا مهمًا في إنشاء الكومنولث البولندي الليتواني. في السلسلة الأولى من الحروب في القرن الخامس عشر، نجحت الدوقية الليتوانية الكبرى في فرض سيطرتها على العديد من أراضي روس، التي تمتد من كييف حتى موزايسك (Mozhaisk)، وبمرور أحداث تلك الحروب، وخاصة في القرن السادس عشر، استطاع الموسكويون فرض توسيع نطاقهم غربًا، وفرض سيطرتهم على معظم الأراضي التي كانت تابعة لـروس كييف قبل ذلك.

## الخلفية التاريخية

### القرن الرابع عشر: التوسع الليتواني
كانت دوقية موسكو وليتوانيا الكبرى متورطة في سلسلة من الصراعات منذ عهد غيديمين، الذي هزم تحالفاً من الأمراء الروثانيين في المعركة على نهر إيربين واستولت على مدينة خقانات، العاصمة السابقة لخقانات روس. وبحلول منتصف القرن الرابع عشر، كانت ليتوانيا المتوسعة قد حصلت على تشرنيغوف وسيفيريا. وقد شكَّل الملك ألغيرداس، خليفة غيديمينساس، تحالفًا مع دوقية تفير الكبرى، وقام بإرسال ثلاث حملات ضد موسكو، في محاولة للاستفادة من أمير موسكو الكبير دميتري دونسكوي، الذي نجح رغم ذلك في إنهاء هذه الاعتداءات.
وقد وقعت أول عمليات اقتحام للقوات الليتوانية لإمارة موسكو في عام 1363. وفي عام 1368، قام الملك ألغيرداس بأول حملة كبرى ضد موسكو. وبعد أن دمر الأراضي الحدودية مع موسكو، هزم الأمير الليتواني قوات أمير ولاية ستارودوب سيميون ديمتري كرابيفا وأمير ولاية أوبولينسك كونستانتين يوريفيتش. وفي 21 نوفمبر، هزم ألغيرداس قوات الحراسة في موسكو على نهر تروسنا. ولكنه لم يتمكن من الاستيلاء على الكرملين في موسكو. وقد دمرت قوات ألغيرداس المنطقة المحيطة بالمدينة وأسرت جزءًا كبيرًا من سكانها. في عام 1370، قام ألغيرداس بشن حملة أخرى ضد موسكو. وقد دمر المنطقة المحيطة بفولوك لاسكي. وفي السادس من ديسمبر، حاصر ألغيرداس موسكو وبدأ بتدمير المنطقة المحيطة بها بالكامل. وبعد أن تلقى الرئيس الروسي رسالة مفادها أن الأمير فلاديمير أندريفيتش كان قادمًا لمساعدة موسكو، عاد ألغيرداس إلى ليتوانيا. وفي عام 1372، هاجم ألغيرداس إمارة موسكو مرة أخرى ووصل إلى مدينة ليوبوتسك. لكن أمير موسكو دمتري دونسكوي هزم قوات ألجيرداس، ما أدى إلى إبرام الليتوانيين هدنة مع موسكو. وفي عام 1375، دمر ألغيرداس إمارة سمولنسك.
وقد أعربت بعض العناصر في موسكوفي عن رغبتها في السيطرة على جميع الأراضي التي عُدَّت في الماضي جزءًا من كيفان روس، إذ كان الكثير منها في ذلك الوقت جزءًا من دوقية ليتوانيا الكبرى (بما في ذلك أراضي بيلاروس وأوكرانيا اليوم). وعلاوةً على ذلك، رغبت موسكو بتوسيع نطاق وصولها إلى بحر البلطيق، وهو طريق تجاري متزايد الأهمية. وعلى هذا، فإن الصراع بين ليتوانيا وموسكو لم يبدأ إلا بعد ذلك.

### القرن الخامس عشر: تقوية موسكو
استؤنفت الصراعات أثناء حكم فاسيلي الأول ابن ديمتري، الذي كان متزوجًا من صوفيا، الابنة الوحيدة لدوق فيتاوتاس الأكبر في ليتوانيا. وفي عام 1394 دمر فيتاوتاس دوقية ريازان الكبرى، تاركًا ورائه العديد من المستوطنات تحت الرماد. وفي عام 1402، تشاجر فيتاوتاس مع صهره على السيطرة على دوقية سمولينسك. بعد أن استولى فيتاوتاس على عاصمته، فرَّ يوري سمولينسك إلى بلاط فاسيلي وحاول الاستعانة به من أجل استعادة سمولنسك. تردد فاسيلي حتى تقدم فيتاوتاس إلى مدينة بسكوف. ومع انزعاجه من التوسع المستمر لليتوانيا، أرسل فاسيلي جيشًا لمساعدة شعب بسكوف في مواجهة عمه. وقد التقى الجيشان الروسي والليتواني بالقرب من نهر أوجرا، ولكن لم يجرؤ أي منهما على إلزام قواته بالقتال. ثم أعقب ذلك فترة من السلام، إذ احتفظ فيتاوتاس على مدينة سمولينسك.

### حرب الحدود الأولى (1492 – 1494)
كان إيفان الثالث يعتبر نفسه وريثًا للإمبراطورية البيزنطية المتداعية والمدافع الأكبر عن الكنيسة الأرثوذكسية. وقد أعلن نفسه كعاهل لبلاد روس وادَّعى حقوق الميراث على الأراضي السابقة في خقانات روس. وأدت هذه الطموحات إلى النمو المطرد في أراضي موسكو وبين سكانها. انتهت سيادة خانية القبيلة الذهبية، المعروفة باسم «دولة مغول القفجاق»، في عام 1480 بهزيمة أحمد خان في معركة دارت على السد العظيم على نهر أوغرا. وقد وسَّعت موسكو نفوذها إلى إمارة ريازان في عام 1456، وضمت جمهورية نوفغورود في عام 1477، إلى جانب إمارة تفر في عام 1483. وبالتالي اصطدمت أهداف إيفان الثالث التوسعية بمصالح ليتوانيا.
حوالي عامي 1486–87، كانت الأراضي على طول الحدود الليتوانية – المسكوفيت غير المحددة بشكل واضح في المناطق العليا من نهر أوكا تتعرض للهجوم من قبل موسكو وحليفها مينلي الأول جيراي، خان خانية القرم. استمرت التوترات في التصاعد إلى حد كبير. وفي أغسطس من عام 1492، وبدون إعلان الحرب، بدأ إيفان الثالث القيام بأعمال عسكرية كبيرة: فقد قام بأسر وإحراق ميتسنيك وليوبوتسك وسيرفيسك وميشوفسك؛ ثم شنَّ غارات على موسوالسك؛ وهاجم أراضي دوكس فيازما. وبدأ النبلاء من الأرثوذكس بتحويل أنظارهم إلى موسكو التي بدورها وعدت بتقديم الحماية من الغارات العسكرية والعمل على إنهاء التمييز الديني من قبل الليتوانيين الكاثوليك. أعلن إيفان الثالث الحرب بشكل رسمي في عام 1493، ولكن هذا الصراع سرعان ما انتهى. وقد أرسل دوق ليتوانيا الكبير ألكسندر ياغيلون وفدًا مبعوثًا إلى موسكو للتفاوض على معاهدة سلام. وفي الخامس من فبراير عام 1494، أُبرمت معاهدة سلام «أبدية». وقد شكل الاتفاق أولى الخسائر الإقليمية الليتوانية لموسكو: إمارة فيازما ومنطقة كبيرة في المناطق العليا لنهر أوكا. ويقدر أن المساحة تبلغ نحو 87 ألف كيلومتر مربع (34 ألف ميل مربع). وقبل يوم من التأكيد الرسمي على المعاهدة، كان ألكسندر ياغيلون قد تقدم لهيلينا للخطبة، وهي ابنة إيفان الثالث (كان دور العريس يقوم به ستانيسلوفيس كونغالا بينما كان ألكسندر في بولندا).
حرب الحدود الثانية (1500 – 1503)
شُنَّت بعض الأعمال العدائية من جديد في مايو عام 1500، عندما استغل إيفان الثالث حملة بولندية هنغارية مخططة ضد الإمبراطورية العثمانية: بينما كان منشغلًا بالإمبراطورية العثمانية، لم يقدم أي من بولندا أو المجر المساعدة لليتوانيا. بحجة التعصب الديني المزعوم ضد الأرثوذكس في المحكمة الليتوانية. وقد منع إيفان الثالث ابنته هيلينا من التحول إلى الكاثوليكية، وأتاح ذلك فرصًا عديدة لإيفان الثالث، بكونه مدافع عن جميع الأرثوذكس، للتدخل في الشؤون الليتوانية ولحشد المؤمنين الأرثوذكس.
وفي وقت سابق، اجتاح سكان موسكو الحصون الليتوانية في بريانسك وفيازما، ودوروغوبويز وتوروبيتس وبوتوفيل. أما النبلاء المحليون، وخاصة آل فوروتينسكي، فقد انضموا إلى مدينة موسكوفيت. وفي 14 يوليو، تعرض الليتوانيون لهزيمة كبيرة في معركة فيدروشا، وتم أسر جران هتمان كونستانتي أوستروفسكي. وكانت الهزيمة هي من أحد الأسباب التي تم الاقتراح بعدها لإنشاء اتحاد ميلنيك بين بولندا وليتوانيا. وفي نوفمبر عام 1501، هُزِم الليتوانيون مرة أخرى في معركة ميستلافل. وقد دمر تتار القرم، حلفاء ليتوانيا، خانية القبيلة الذهبية، عندما غزت عاصمتها نيو ساراي في عام 1502.
في شهر يونيو من عام 1501، توفي جون ألبرت، ملك بولندا، تاركًا أخاه ألكسندر ياغيلون، دوق ليتوانيا الكبير، بكونه المرشح الأقوى للعرش البولندي. وفي مواجهة الاتهامات الدينية، حاول ألكسندر إقامة اتحاد كنائسي بين الكاثوليك والأرثوذكس كما كان الأمر في مجلس فلورنسا، إذ كان الأرثوذكس يحتفظون بتقاليدهم، ولكن سيقبل البابا على سيادته الروحية. وافق المطران في خقانات على مثل هذا الترتيب، ولكن هيلينا احتجت على ذلك. ناقش النبلاء البولنديون، بما في ذلك المطران إيرازيم سيوويك والكاردينال فريديريك جاجييلوانشيك، مسألة الطلاق الملكي.
وفي الوقت نفسه، كانت الحرب ما زالت مستمرة، ولم تكن الأوضاع جيدة بالنسبة لموسكو. ومع وصول القوات الليتوانية إلى المنطقة، اضطرت قوات موسكو إلى تبطيء حركتها. بالإضافة إلى ذلك، فإن النظام الليفوني، بقيادة وولتر فون بلتنبرغ، انضم إلى الحرب كحليف لليتوانيا. فازت القوات الليفونية بمعركة نهر سيرتسا في أغسطس عام 1501، وحاصرت بسكوف، وفازت أيضًا بمعركة بحيرة سمولينو في سبتمبر عام 1502. وفي عام 1502، نظَّم إيفان الثالث حملة للسيطرة على سمولينسك، ولكن المدينة صمدت أمام الحصار إذ اختار سكان موسكو إستراتيجية حربية ضعيفة ولم يكن لديهم المدفعيات الكافية. بدأت مفاوضات السلام في منتصف عام 1502. وطلب ألكسندر من فلاديسلاوس الثاني من بوهيميا والمجر أن يعملا كوسطاء، وأُبرمت هدنة مدتها ست سنوات في عيد البشارة (25 مارس) عام 1503. خسرت دوقية ليتوانيا الكبرى نحو 210000 كيلومتر مربع (81000 ميل مربع)، أو ما يعادل ثلث أراضيها: تشرنيغوف ونوفهورد سيفرسكي وستاردوب ومناطق أخرى عى نهر اوكا. أحصى المؤرخ الروسي ماتفي ليوبافسكي الخسائر الليتوانية على نحو 70 فولوست، 22 بلدة، 13 قرية. اعترف الليتوانيون بلقب إيفان، باعتباره ملكًا على خقانات روس.